# Polyptychoides grayii
Gray's Polyptychus (Polyptychoides grayii) là một loài bướm đêm thuộc họ Sphingidae. Nó được tìm thấy ở miền đông Châu Phi, phía nam đến Nam Phi.